# 필 러마
필 러마(영어: Phil LaMarr, 1967년 1월 24일 ~ )는 미국의 배우이다.

## 출연 작품
- 애니 매트릭스
- 사무라이 잭
- 터보 FAST
- 퓨처러마
- 라이온 킹 - 임팔라 역 (목소리)